# August Hückel
August (Augustin) Hückel (17. června 1838 Nový Jičín – 5. srpna 1917 Nový Jičín) byl rakouský podnikatel a průmyslník. Spolu s mladšími bratry provozoval v Novém Jičíně firmu J. Hückel's Söhne, která byla na přelomu 19. a 20. století největším výrobcem klobouků v Rakousku-Uhersku. Angažoval se ve veřejném životě Nového Jičína, kde byl téměř čtyřicet let členem městského zastupitelstva, proslul také jako mecenáš umění. Firma byla v roce 1945 znárodněna a výrobu převzal státní podnik Tonak.

## Životopis

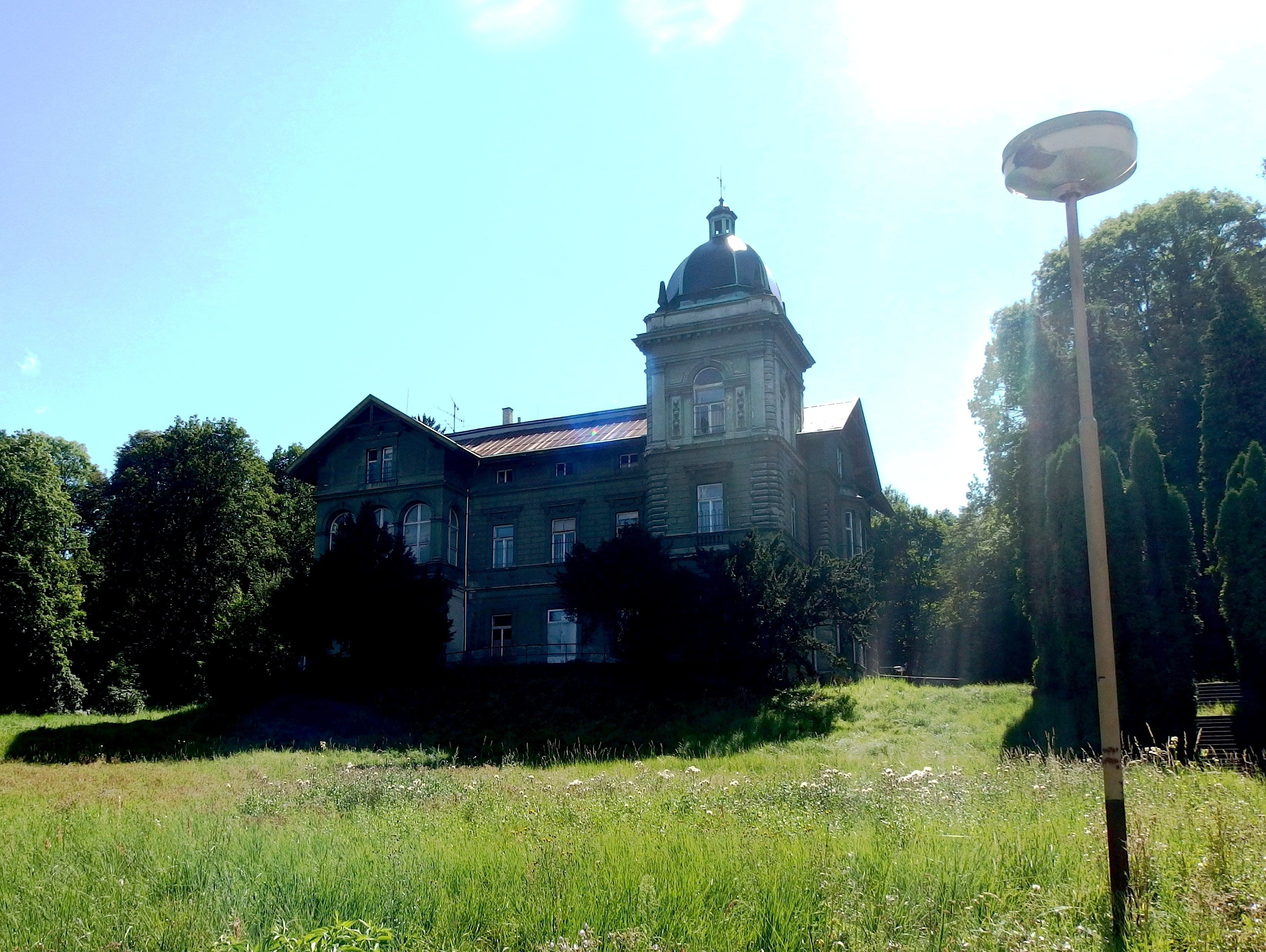
Vila Augusta Hückela v Revoluční ulici

Pocházel z podnikatelské rodiny původem z Würzburgu, od 18. století usazené ve Fulneku. Jeho otec Johann Hückel (1814–1880) založil v Novém Jičíně první továrnu na výrobu klobouků. August byl jako tovaryš vyslán na zkušenou a v letech 1854–1859 získával praxi v Německu nebo v Paříži. Po návratu vstoupil do otcovy továrny jako společník a brzy začal zasahovat do chodu podniku. V roce 1868 převzal spolu s bratry vedení firmy, otec Johann ale až do smrti působil jako odborný poradce. Od 1.1. 1869 nesla firma název J. Hückel's Söhne. August Hückel mimo jiné v roce 1868 založil nemocenskou pokladnu, nechal také stavět domy pro zaměstnance a v roce 1874 došlo k rozšíření továrny. Bratři Hückelové usilovali o prosazení na zahraničních trzích, což se podařilo především v období prusko-francouzské války v roce 1870, kdy začali dodávat své výrobky do oblastí, v nichž dosud dominovaly německé a francouzské firmy. V této souvislosti také začali jako první v Rakousku-Uhersku vyrábět filc, který dosud dováželi, a spojili tak přípravu materiálu a vlastní výrobu klobouků. Firma získala několik medailí na světových výstavách (Vídeň, Filadelfie, Paříž, Chicago). Před první světovou válkou zaměstnávali bratři Hückelové 3000 dělníků a jejich klobouky se prodávaly po celém světě.
Jako úspěšný továrník patřil k významným osobnostem Nového Jičína a čtyřicet let byl členem městského zastupitelstva (1870–1909). Za zásluhy obdržel Řád železné koruny a v roce 1910 získal čestné občanství v Novém Jičíně. Proslul jako mecenáš umění a soustředil bohaté umělecké sbírky, soukromými zakázkami navíc dával prostor regionálním umělcům. Věnoval se také spolkové činnosti, stejně jako jeho manželka Angela, rozená Hoschová (1848–1914), dcera haličského velkostatkáře Ferdinanda Hosche. V závěru života představoval jeho majetek hodnotu přes čtyři a půl miliónu rakouských korun. Podíly v rodinné firmě v hodnotě přes tři milióny korun předal již v roce 1908 svým synům Hugovi, Augustovi a Fritzovi, dcera Stephanie obdržela dům ve Vídni.

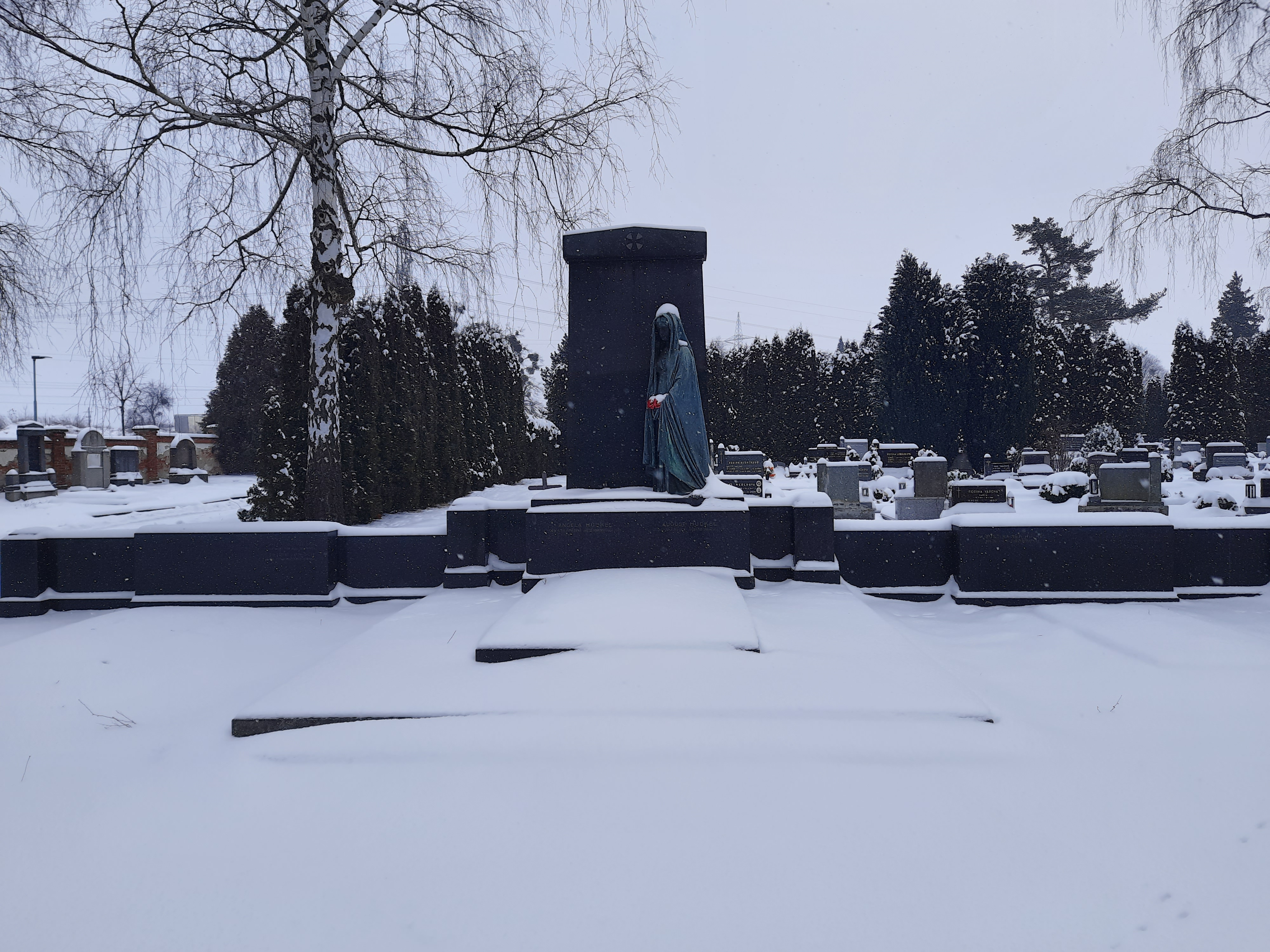
Hrobka rodiny Augusta Hückela na Městské hřbitově v Novém Jičíně

Spolu s mladším bratrem Johannem (1843–1917) nechali postavit rodinné vily v dnešní Revoluční ulici nad továrnou (1880–1882). Jedná se o zrcadlově proti sobě stojící rezidence podle projektu architekta Otto Thienemanna. Obě vily byly dostatečně prostorné, aby v nich později mohli bydlet i jejich potomci s rodinami. To také vysvětluje počet personálu v Augustově vile před první světovou válkou (celkem 17 zaměstnanců). Kromě toho August Hückel nechal postavit pětipatrový dům (1881–1882) v centru Vídně (nároží ulic Salzgries a Heinrichsgasse), který měl sloužit jako obchodní a obytný dům (dnes funguje jako penzion).
Zemřel roku 1917 v Novém Jičíně, pohřben byl v monumentální rodinné hrobce na Městské hřbitově v Novém Jičíně.
V roce 2019 byla před továrnou Tonak odhalena kopie jeho busty (ztracený originál se zde nacházel od roku 1933).